# Saenai Heroine no Sodatekata
Saenai Heroine no Sodatekata (冴えない彼女の育てかた Saenai Kanojo no Sodatekata?, lit. Como criar una novia aburrida), también conocido como Saekano (冴えカノ?) para abreviar, es una serie de novelas ligeras japonesas escritas por Fumiaki Maruto, con ilustraciones de Kurehito Misaki. Fujimi Shobo ha publicado 13 volúmenes desde julio de 2012 bajo la imprenta Fujimi Fantasia Bunko. Ha recibido una adaptación a manga, a la que se adiciona tres adaptaciones spin-off. Una adaptación a anime a cargo del estudio A-1 Pictures se emitió entre el 8 de enero y el 26 de marzo de 2015 en Fuji TV, en el bloque "noitamina".  Una segunda temporada ha sido anunciada el 3 de mayo de 2015, con el regreso del reparto principal para la secuela, que se emitió desde el 6 de abril hasta el 23 de junio de 2017. Una película fue estrenada el 26 de octubre de 2019, la cual adapta el final de la obra.

## Argumento
Tomoya Aki, un adolescente de secundaria que trabaja a tiempo parcial para financiar su estilo de vida otaku (anime, galge y todo relacionado al merchadishing), se encuentra con una hermosa chica un día durante las vacaciones de primavera. Un mes más tarde, él descubre que la chica es su compañera de clase, Megumi Katō, que es apenas sensible con sus compañeros de clase. Con la esperanza de crear un juego de computadora (novela visual), él acude a bellezas de la escuela como Eriri Spencer Sawamura para diseñar el arte y Utaha Kasumigaoka para escribir el escenario del juego. Tomoya entonces recluta a Megumi, la estrella, como la "heroína" (interés amoroso del protagonista) de su juego, formando así el equipo de desarrollo de «Blessing Software», en el que los tres estudiantes más reconocidos en la escuela (Tomoya, Eriri y Utaha) trabajan en una de la menos sensible (Megumi). La serie sigue sus aventuras en el desarrollo del juego y sus planes para vender en la Convención Comiket, así como los enredos emocionales entre el equipo.

## Personajes

### Principales
Los personajes principales son miembros de un grupo de dōjin llamado "Blessing Software". Su objetivo es producir una novela visual donde la heroína principal está moldeado sobre la base de Megumi.
Tomoya Aki (安芸 倫也 Aki Tomoya?)
Seiyū: Yoshitsugu Matsuoka
Tomoya es el personaje que da su punto de vista en la novela ligera. Él es un estudiante en la clase 2B de Toyogasaki Academia. Como un otaku, gusta leer manga y novelas ligeras, ver anime y jugar galge. Con su amiga de la infancia Eriri y la estudiante novelista Utaha, inicia un proyecto de novela visual donde recluta a Megumi Katō como modelo de protagonista.. Él se desempeña como productor, director y programador de Blessing Software y gestiona la banda de Michiru "Icy Tail". Al principio, no es consciente de los sentimientos de sus compañeras de grupo al solo estar interesado en las "chicas 2D", pero el relacionarse todo el tiempo con ellas, sobre todo con Megumi hizo que fuera más consciente de esta última.
Megumi Katō (加藤 恵 Katō Megumi?)
Seiyū: Kiyono Yasuno
La chica con el vestido de verano que protagoniza el "encuentro predestinado" de Tomoya Aki. Después de conocerla, Tomoya se inspiró para hacer un juego de citas, convirtiéndola en la protagonista principal. Sin embargo, queda decepcionado con su aburrida personalidad. La interacción con Tomoya y el resto del equipo la hizo ser más cercana y expresiva con ellos, en especial con Tomoya, de quien tímidamente se fue enamorando y además, apoyó en sus momentos de soledad. Al final de la obra ella se casa con él y se vuelven los jefes operativos de Blessing Software, ahora como compañía multinacional.
Eriri Spencer Sawamura (澤村・スペンサー・英梨々 Sawamura Supensā Eriri?)
Seiyū: Saori Ōnishi
Amiga de la infancia de Tomoya, estudiante del aula 2G y la prometedora pintora del club de arte. Nacida de padre británico y madre japonesa, ella tiene el cabello rubio con coletas a los costados con las que suele golpear a Tomoya cuando se molesta. Ella es muy popular actuando como una dama refinada, pero guarda una vida secreta otaku compartiendo videojuegos con Tomoya y redactando manga con temática para adultos bajo el seudónimo de manga Eri Kashiwagi (柏木 エリ Kashiwagi Eri?) en un grupo llamado "Egoistic-Lilly". Tomoya la recluta para ser la ilustradora para el juego de Blessing Software. Es la primera que se enamora de Tomoya pero su personalidad tsundere se lo impide reconocerlo.
Utaha Kasumigaoka (霞ヶ丘 詩羽 Kasumigaoka Utaha?)
Seiyū: Ai Kayano
Utaha es una estudiante de la clase 3C, y una emergente joven novelista bajo el seudónimo de Utako Kasumi (霞 詩子 Kasumi Utako?). Su primera novela ligera, fue publicada bajo la imprenta Fushikawa Fantastic Bunko y se logró vender por completo 500,000 copias. También se enamoró de Tomoya, al que llama Rinri-kun (倫理君, Sr. Ético), debido a que él se negó a leer su obra maestra Koisuru Metronome antes de ser lanzado. De personalidad elegante y adulta, suele ser filosa e intensa cuando intenta seducir a Tomoya o cuando rivaliza con Eriri por él. Es la guionista de Blessing Software.
Michiru Hyoudou (氷堂 美智留 Hyoudou Michiru?)
Seiyū: Sayuri Yahagi
Michiru es la prima de Tomoya, que nació el mismo día, en el mismo hospital que él. Ella es una estudiante de segundo año de instituto femenino de secundaria Tsubaki. Ella es una chica muy versátil excepto por su bajo rendimiento en la escuela. Es buena en casi todo pero no se pega a cualquier cosa por mucho tiempo. Este último año parece haber estado practicando en serio con la música y toca la guitarra en la banda "Icy Tail". Michiru tenía un prejuicio contra la cultura otaku y estaba molesta con Tomoya por ser un otaku, hasta que sus compañeras de banda revelaron que todas ellas eran otakus. Michiru compone la música para el juego de Blessing Software.

## Media

### Novela ligera

#### Saenai Heroine no Sodatekata
El primer volumen de la novela ligera fue publicada por Fujimi Shobo bajo su imprenta Fujimi Fantasia Bunko el 20 de julio de 2012. Hasta marzo de 2017, 12 volúmenes y una historia corta han sido publicadas.

##### Lista de volúmenes
| Núm. | Fecha de publicación    | ISBN                   |
| ---- | ----------------------- | ---------------------- |
| 1    | 20 de julio de 2012     | ISBN 978-4-04-071078-5 |
| 2    | 20 de noviembre de 2012 | ISBN 978-4-04-071081-5 |
| 3    | 19 de marzo de 2013     | ISBN 978-4-8291-3875-5 |
| 4    | 20 de julio de 2013     | ISBN 978-4-8291-3917-2 |
| 5    | 20 de noviembre de 2013 | ISBN 978-4-04-712956-6 |
| 6    | 19 de abril de 2014     | ISBN 978-4-04-070096-0 |
| FD   | 20 de agosto de 2014    | ISBN 978-4-04-070282-7 |
| 7    | 20 de diciembre de 2014 | ISBN 978-4-04-070425-8 |
| 8    | 20 de junio de 2015     | ISBN 978-4-04-070426-5 |
| 9    | 20 de noviembre de 2015 | ISBN 978-4-04-070743-3 |
| 10   | 20 de julio de 2016     | ISBN 978-4-04-070742-6 |
| 11   | 19 de noviembre de 2016 | ISBN 978-4-04-072076-0 |
| 12   | 18 de marzo de 2017     | ISBN 978-4-04-072077-7 |
| 13   | 20 de octubre de 2017   | ISBN 978-4-04-072339-6 |

#### Saenai Heroine no Sodatekata: Girls Side
Es una novela ligera spin-off escrita por Fumiaki Maruto e ilustrada por Kurehito Misaki, siendo publicada en Fujimi Shobo de Fujimi Fantasia Bunko. 3 volúmenes han sido publicados hasta el 20 de junio de 2017.

##### Lista de volúmenes
| Núm. | Fecha de publicación  | ISBN                   |
| ---- | --------------------- | ---------------------- |
| 1    | 20 de febrero de 2015 | ISBN 978-4-04-070520-0 |
| 2    | 19 de marzo de 2016   | ISBN 978-4-04-070840-9 |

### Manga

#### Saenai Heroine no Sodatekata
Una adaptación a manga con ilustraciones por Takeshi Moriki comenzó su serialización desde el 9 de enero de 2013, en la revista de manga shōnen de Fujimi Shobo Monthly Dragon Age. Ha sido compilado en 8 volúmenes tankōbon, publicados entre el 8 de agosto de 2013 y el 19 de noviembre de 2016.

##### Volúmenes
| Núm. | Fecha de publicación    | ISBN                   |
| ---- | ----------------------- | ---------------------- |
| 1    | 9 de agosto de 2013     | ISBN 978-4-04-712893-4 |
| 2    | 9 de abril de 2014      | ISBN 978-4-04-070081-6 |
| 3    | 9 de septiembre de 2014 | ISBN 978-4-04-070340-4 |
| 4    | 9 de enero de 2015      | ISBN 978-4-04-070341-1 |
| 5    | 9 de junio de 2015      | ISBN 978-4-04-070598-9 |
| 6    | 5 de diciembre de 2015  | ISBN 978-4-04-070599-6 |
| 7    | 9 de junio de 2016      | ISBN 978-4-04-070914-7 |
| 8    | 19 de noviembre de 2016 | ISBN 978-4-04-072080-7 |

#### Saenai Heroine no Sodatekata: Egoistic-Lily
Un manga spin-off titulado Saenai Heroine no Sodatekata: Egoistic-Lily con arte por Niito comenzó su serialización desde el 4 de febrero de 2013 en la revista de manga seinen de Kadokawa Shoten Young Ace y finalizó el 2 de mayo de 2014. Fue compilado en 3 volúmenes tankōbon hasta junio de 2014. 

##### Volúmenes
| Núm. | Fecha de publicación   | ISBN                   |
| ---- | ---------------------- | ---------------------- |
| 1    | 2 de julio de 2013     | ISBN 978-4-04-120784-0 |
| 2    | 4 de diciembre de 2013 | ISBN 978-4-04-120999-8 |
| 3    | 4 de junio de 2014     | ISBN 978-4-04-121089-5 |

#### Saenai Heroine no Sodatekata: Koisuru Metronome
Otro manga spin-off titulado Saenai Heroine no Sodatekata: Koisuru Metronome con arte por Sabu Musha comenzó su serialización el 24 de agosto de 2013 en la revista de manga seinen de Square Enix Big Gangan. Ha sido compilado en 6 volúmenes tankōbon hasta julio de 2016.

##### Volúmenes
| Núm. | Fecha de publicación    | ISBN                   |
| ---- | ----------------------- | ---------------------- |
| 1    | 19 de abril de 2014     | ISBN 978-4757542969    |
| 2    | 20 de agosto de 2014    | ISBN 978-4757544024    |
| 3    | 20 de diciembre de 2014 | ISBN 978-4757545205    |
| 4    | 20 de junio de 2015     | ISBN 978-4-7575-4664-6 |
| 5    | 25 de diciembre de 2015 | ISBN 978-4-7575-4847-3 |
| 6    | 19 de julio de 2016     | ISBN 978-4-7575-5063-6 |

#### Saenai Heroine no Sodatekata: Girls Side
Otro manga spin-off titulado Saenai Heroine no Sodatekata: Girls Side con arte por Takeshi Mamoruhime comenzó su serialización el 9 de septiembre de 2016.

### Anime
Una adaptación a serie de anime fue anunciada en marzo de 2014 para estrenarse en enero de 2015. El anime fue producido por A-1 Pictures y dirigido por Kanta Kamei, con libretos escritos por el creador de la serie Fumiaki Maruto, con el diseño de los personajes hecho por Tomoaki Takase y con música de Hajime Hyakkoku. El opening es "Kimi Iro Signal" (君色シグナル) interpretado por Luna Haruna, mientras el ending es "Colorful." (カラフル。) interpretado por Miku Sawai. La serie se emitió entre el 9 de enero y el 27 de marzo de 2015.
Una segunda temporada del anime titulada Saenai Heroine no Sodatekata Flat (冴えないの育てかた♭ Saenai Hiroin no Sodatekata Furatto) fue anunciada el 3 de mayo de 2015, con el regreso del reparto principal de la temporada anterior. La serie se emitió desde el 13 de abril hasta el 23 de junio de 2017, con el episodio 0 publicado el 6 de abril de 2017 en internet. El opening es "Stella Breeze" (ステラブリーズ Sutera Burīzu) interpretado por Luna Haruna, mientras el ending es "Diary color Sakura" (桜色ダイアリー Sakurairo Daiarī) interpretado por Moso Calibration. El ending del episodio 1 es "365 paleta de colores" (365色パレット 365 shoku paretto) interpretado por Akazaki Chinatsu. La serie tiene 12 episodios.
Una película fue anunciada el 3 de diciembre de 2017, producida por A-1 Pictures,
la cual adapta el final de la obra.
La película se estrenó el 26 de octubre de 2019 en cines, y la edición Blue-ray se estrenó en 23 de septiembre de 2020 para conmemorar el cumpleaños de Megumi Katou.

### Lista de episodios

##### Primera temporada
| Núm. | Título                                                                                                | Fecha de emisión      |
| ---- | --- | --------------------- |
| 0    | "Fanservice de amor y juventud" "Ai to Seishun no Sābisu Kai" (愛と青春のサービス回)                  | 8 de enero de 2015    |
| 1    | "Un prólogo lleno de errores" "Machigaidarake no Purorōgu" (間違いだらけのプロローグ)                 | 15 de enero de 2015   |
| 2    | "Novia sin marcar" "Furagu no Tatanai Kanojo" (フラグの立たない彼女)                                  | 22 de enero de 2015   |
| 3    | "Recuperando el clímax" "Kuraimakkusu wa Riteiku de" (クライマックスはリテイクで)                     | 39 de enero de 2015   |
| 4    | "Presupuesto, fecha de entrega y nueva promoción" "Yosan to Nōki to Shin Tenkai" (予算と納期と新展開) | 5 de febrero de 2015  |
| 5    | "La fecha del evento cruzado" "Surechigai no Dētoibento" (すれ違いのデートイベント)                   | 12 de febrero de 2015 |
| 6    | "Decidir la noche para dos" "Futari no Yoru no Sentakushi" (二人の夜の選択肢)                         | 19 de febrero de 2015 |
| 7    | "Enemigo, aliado o nuevo personaje" "Teki ka Mikata ka Shin Kyara ka" (敵か味方か新キャラか)          | 26 de febrero de 2015 |
| 8    | "Modo recuerdo traumático de dependencia" "Ateuma Torauma Kaisō Mōdo" (当て馬トラウマ回想モード)      | 5 de marzo de 2015    |
| 9    | "Ruta solitaria por primera vez en ocho años" "Hachi-nen-buri no Kobetsu Rūto" (八年ぶりの個別ルート) | 12 de marzo de 2015   |
| 10   | "Una melodía con recuerdos y espadas" "Omoide to Tekoire no Merodi" (思い出とテコ入れのメロディ)      | 19 de marzo de 2015   |
| 11   | "Listos para comenzar a resolver" "Fukusen Kaishū Junbi Yoshi" (伏線回収準備よし)                     | 26 de marzo de 2015   |
| 12   | "Trastorno y turbulento final diario" "Haran to Gekidō no Nichijō Endo" (波乱と激動の日常エンド)      | 26 de marzo de 2015   |

##### Segunda temporada
| Núm. | Título | Fecha de emisión    |
| ---- | --- | ------------------- |
| 0    | "Fanservice de amor e inocencia" "Koi to Junjō no Sābisu Kai" (恋と純情のサービス回)                               | 6 de abril de 2017  |
| 1    | "Cómo ver al tigre dragón aburrido" "Saenai Ryūko no Aimie Kata" (冴えない竜虎の相見えかた)                        | 14 de abril de 2017 |
| 2    | "Un punto de inflexión serio y verdadero" "Honki de Hontōna Bunkiten" (本気で本当な分岐点)                         | 21 de abril de 2017 |
| 3    | "Primer borrador, segundo borrador y gran reflexión" "Shokō to Nikō to Daichōkō" (初稿と二稿と大長考)              | 28 de abril de 2017 |
| 4    | "Nueva ruta de dos noches y tres días" "Ni Haku San Nichi no Shinrūto" (二泊三日の新ルート)                        | 5 de mayo de 2017   |
| 5    | "Fecha límite primero o despertar primero" "Shimekiri ga Saki ka, Kakusei ga Saki ka" (締め切りが先か、覚醒が先か) | 12 de mayo de 2017  |
| 6    | "Maestro enterrado en la nieve" "Yuki ni Umoreta Masutāappu" (雪に埋もれたマスターアップ)                          | 19 de mayo de 2017  |
| 7    | "Nuevo plan cubierto de venganza" "Ribenji-mamire no Shin Kikaku" (リベンジまみれの新企画)                         | 26 de mayo de 2017  |
| 8    | "Ella no rompió la bandera" "Furaggu o Oranakatta" (フラグを折らなかった彼女)                                      | 2 de junio de 2017  |
| 9    | "Ceremonia de graduación y súper despliegue" "Sotsugyōshiki to Chō Tenkai" (卒業式と超展開)                        | 9 de junio de 2017  |
| 10   | "Y el tigre dragón desafía a Dios" "Soshite Ryūko wa Kami ni Idoman" (そして竜虎は神に挑まん)                      | 16 de junio de 2017 |
| 11   | "Reanudar y comenzar un nuevo juego" "Saiki to Shinki no Gēmusutāto" (再起と新規のゲームスタート)                  | 23 de junio de 2017 |

### Videojuego
En un anuncio en su sitio web oficial, el 30 de abril de 2015 se lanzará un juego de aventuras para PlayStation Vita basado en el anime. Una edición limitada con un CD de la banda sonora original y un póster de tela de tamaño B2 se venderá a 8,800 yenes (sobre EE. UU. $ 74), una edición regular por 6.800 yenes ($ 57) y una edición de descarga por 6.000 yenes ($ 51). Las primeras copias de todas las ediciones incluirán un código de descarga para un tema original personalizado de PS Vita.
El juego, Saenai Heroine no Sodatekata -Blessing Flowers-, utiliza el software Live 2D, que mueve a los personajes con CGI pero conserva su aspecto bidimensional.

### Película
En diciembre de 2017  se anunció una película de Saekano planeada estrenarse en 2018.
Se ha confirmado el estreno de la película para el otoño de 2019, la cual se titula "Saenai Heroine no Sodatekata. Fine (冴えない彼女ヒロインの育てかた Fineフィーネ).
Finalmente, la película se estrenó el 26 de octubre de 2019 en cines, y el Blue-ray se estrenó el 23 de septiembre de 2020 para conmemorar el cumpleaños de Megumi Katou.